# Cascajo (Alagón)
Cascajo es un despoblado medieval del término municipal de Alagón (comarca de Ribera Alta del Ebro, en Aragón).

## Historia
Según Agustín Ubieto Arteta, la primera referencia al pueblo es de 1182 (documentada en la edición del Cartulario pequenyo de La Seo de Zaragoza), con las formas Cascalio y Cascajo.
El 22 de diciembre de 1287 Alfonso III de Aragón ordenó a Alamán de Gúdal que restituyera a Pero Jordán de Peña el castillo de Cascajo.
El 17 de octubre de 1294 el rey Jaime II de Aragón confirmó a la Iglesia de Santa María la Mayor de Zaragoza el castillo y villa de Cascajo con tal que el prior de dicho capítulo tuviera un cura que celebrara misa por el monarca.

## Toponimia
Cascajo significa en aragonés terreno pedregoso y malo para el cultivo. Es una palabra que tiene equivalentes en otras lenguas iberorromances. En catalán un suelo pedregoso es también un cascall. En todo Aragón hay o hay habido nombres de fincas, términos, barrios o hasta pueblos con el nombre de Cascallo, muchos de ellos uei castellanizados como cascajo. El Cascajo de Alagón se menciona en los textos medievales que hacen referencia pueblos del actual Ribera Alta de Ebro o Campo de Borcha, como en la Gracia del Quinto diezmero:

Ista sunt loca archipresbiteratus Cesarauguste qui ad viginti focos non suficiunt: Primo Mecalbarbal Huytebo Pinsech Marran Pedrola Figueruellas Lucenich Alcala Frescano Agon Gallur Vesinbre Burueta Cabanyas Ticenich Salliellas Sunyen Marecha Lumpiach Rueda Urrea Bardalur Turbena Barboles Cascallo Grisenich La Muela Luquiello Ayles Exaulin Botorrita Maria Quadret Cuart Tierga Pastriz Paules Valpalmas

En los Documentos del Pilar mencionan a un Petrum de Cascallo que el capítulo de Santa María recibe como canonjía en 1181, y ofrece totam hereditatem quam hodie habeo vamos Cascallo.